# Plasticien
 (mars 2017).
Si vous disposez d'ouvrages ou d'articles de référence ou si vous connaissez des sites web de qualité traitant du thème abordé ici, merci de compléter l'article en donnant les références utiles à sa vérifiabilité et en les liant à la section « Notes et références ».

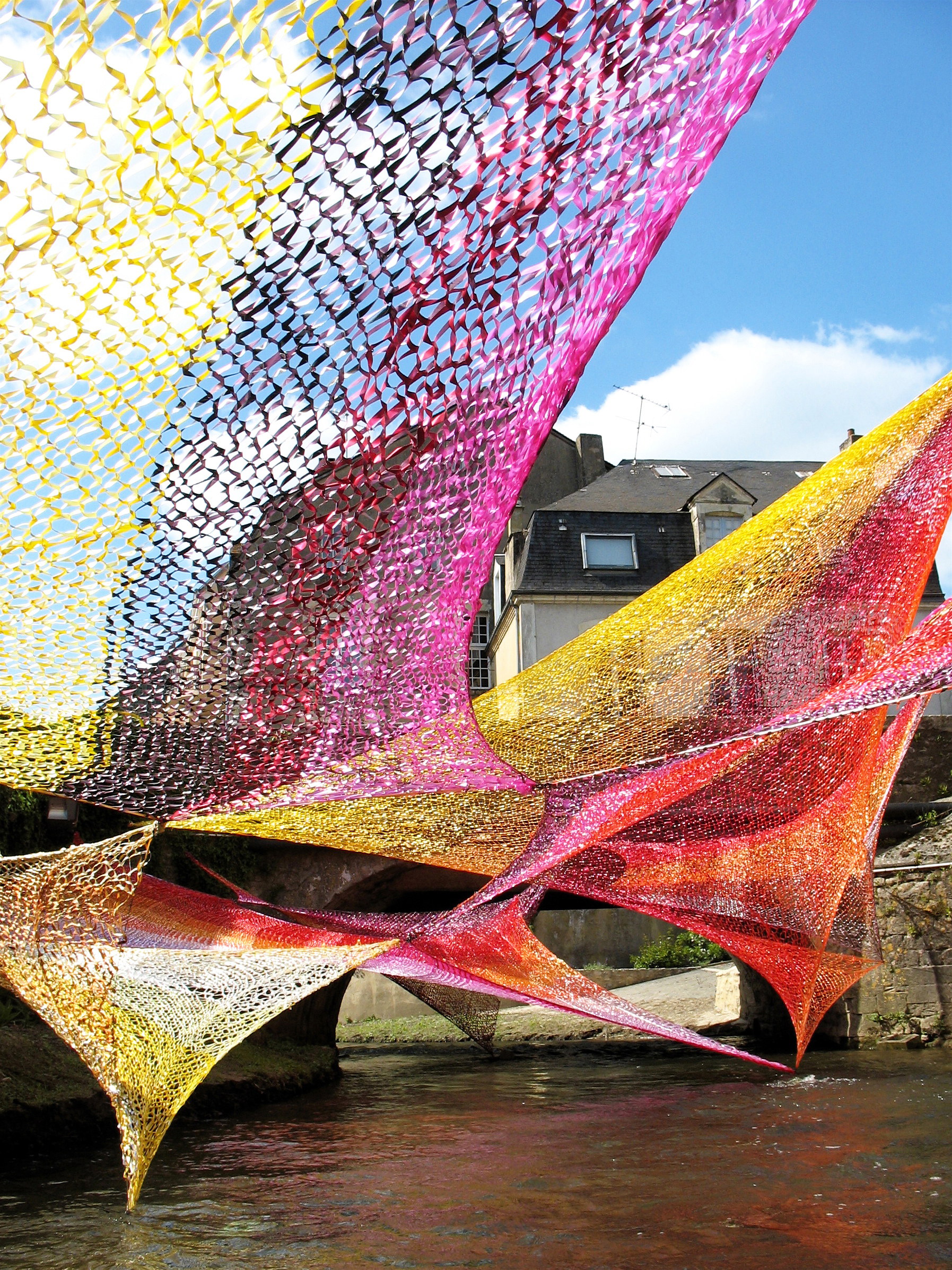
La Ferté Bernard Festival Artec 2010.

Un plasticien (ou artiste plasticien) est un artiste ou créateur ayant pour média d'expression artistique des techniques ou des supports matériels variés, dits « plastiques ». Ce terme, apparu au XXe siècle, est lié à la pratique des arts plastiques.
D'autre part, des pratiques mettant en cause les notions de pérennité d'« œuvre » et d'« artiste » ont modifié la perception du fait artistique. L'émergence notamment des pratiques dites « conceptuelles », ou la création d'œuvres éphémères, y participent largement.

## Les techniques et moyens matériels utilisés
- Les moyens élémentaires : assemblage, désassemblage, usure forcée, liants, diluants, dissolvants, acides, outils simples divers.
- Les moyens archaïques : l'empreinte (corps humain, animal, plante, minéral, objet…) ; le grattage (idem) ; le piquage, la pointe, le percuteur ; le dépôt (tous matériaux possibles) ; les différents modes d'assemblage : compression, lien, collage, etc.
- Les moyens et techniques anciens : le pigment naturel, la sculpture et le modelage, la ferronnerie, le tissage, le tressage.
- Les moyens et techniques dits « classiques » sont nommés : le dessin, la peinture, la sculpture, le modelage, la gravure.
- Les moyens modernes : la photographie, le cinéma, le collage d'images, le ready-made, les divers moyens d'impression et médias.
- Les moyens contemporains étant : les installations, le body-art ; les différents types d'espace : naturels, agricoles, urbains, architecturaux ; le concept ; les nouveaux médias visuels ; l'informatique ; la vidéo, l'holographie, etc.

Les moyens plastiques matériels eux-mêmes s'accumulent et sont tous réutilisables.
Le propre de nombre d'artistes plasticiens d'aujourd'hui est d'expérimenter, de sortir des sentiers battus et souvent de prendre le contre-pied de ce qui les a précédés. Vu l'immense variété des pratiques plastiques, il est très difficile de catégoriser en général leurs moyens, tant ceux-ci peuvent passer d'une catégorie à l'autre, en fonction de la liberté créatrice de chaque artiste. Même et peut-être encore plus dans les « méta-catégories » : corps, geste, marqueur, support, espace, média, public.

## La photographie plasticienne
Un bon exemple de photographie plasticienne est celui donné par l'artiste américain William Klein avec ses contacts peints. Tout comme le Chinois Gao Bo, les Allemands Andreas Gursky, Thomas Ruff, les Américains Allan Sekula, Jeff Wall, Spencer Tunick, le Polonais Krzysztof Pruszkowski, les artistes français Alain Fleischer, Valérie Belin, Sophie Calle, Virginie Boutin, Christine Spengler, Valérie Jouve, Clémentine Mélois, Annette Messager, Adrien Missika, Sabine Pigalle, Philippe Ramette, les Québécois Mathieu Dupuis, Denis Juneau, Fernand Leduc, Louis Belzile, Claude Tousignant et d'autres, qui mélangent photographie avec peinture, sculpture, installations, etc..